# Carl Theodor Zahle

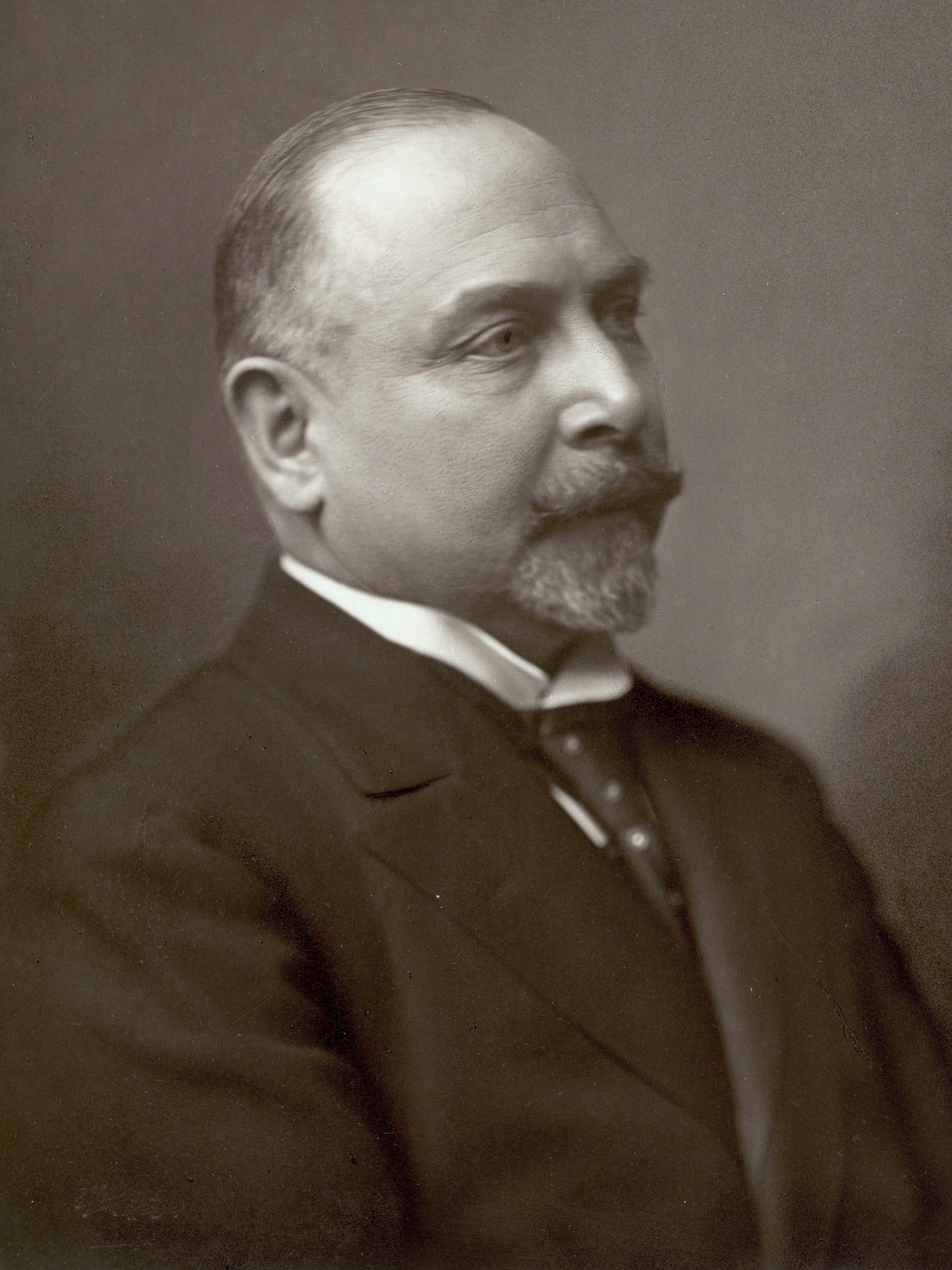
Carl Theodor Zahle

Carl Theodor Zahle (* 19. Januar 1866 in Roskilde; † 3. Februar 1946 in Gentofte, Gentofte Kommune) war ein dänischer Jurist und Politiker der dänischen Partei Det Radikale Venstre.

## Leben
Er war vom 28. Oktober 1909 bis 5. Juli 1910 und erneut von 21. Juni 1913 bis 29. März 1920 Ministerpräsident von Dänemark. In der Osterkrise 1920 bot er König Christian X. die Stirn und verhalf so dem Parlamentarismus in Dänemark zum Durchbruch. Von 1929 bis 1935 war er Justizminister.